# Ferdinand II van Napels
Ferdinand II van Napels, bijgenaamd Ferrandino (Napels, 26 augustus 1469 - Somma Vesuviana, 7 september 1496), was koning van Napels van 1495-1496. Hij was titulair koning van Jeruzalem.
Ferrandino mag niet verward worden met zijn neef, Ferdinand II van Aragon, ook een Aragonees, die op dat moment koning van Sicilië was. Ferdinand II van Napels wordt immers ook, terecht, Ferdinand II van Aragon genoemd.
Ferdinand II van Napels was een telg van het huis Trastámara, een adellijk huis afkomstig uit Aragon. Hij was de zoon van koning Alfons II van Napels en Ippolita Maria Sforza. Hij was getrouwd met zijn halftante, Jeanne van Napels of Jeanne van Aragon (1478-1518), die de dochter was van koning Ferdinand I van Napels en haar moeder was haar naamgenoot Jeanne van Aragon (1454-1517).
Na de vlucht en de dood van zijn vader (1495) beloofde paus Alexander VI Borgia hem tot koning van Napels te zullen kronen. Ferdinand II moest zelf de vlucht nemen voor een Franse invasie. De Italiaanse oorlog, gevoerd door een performant Frans leger in Italië, had Napels bereikt. Koning Karel VIII van Frankrijk bezette Napels en liet zichzelf tot koning van Napels kronen door diezelfde paus Alexander VI. Ferdinand II wachtte in ballingschap op het eiland Ischia in de baai van Napels. De Napolitanen meenden verlost te zijn van het onpopulaire koningshuis Trastamara doch de Franse bezetting verliep even slecht. Na de terugtrekking van de Fransen uit Napels kon Ferdinand II gemakkelijk terugkeren naar Napels (1495). Hij overleed kort nadien (1496).
Het huwelijk was kinderloos; derhalve werd Ferdinand II opgevolgd door zijn oom Federik I.

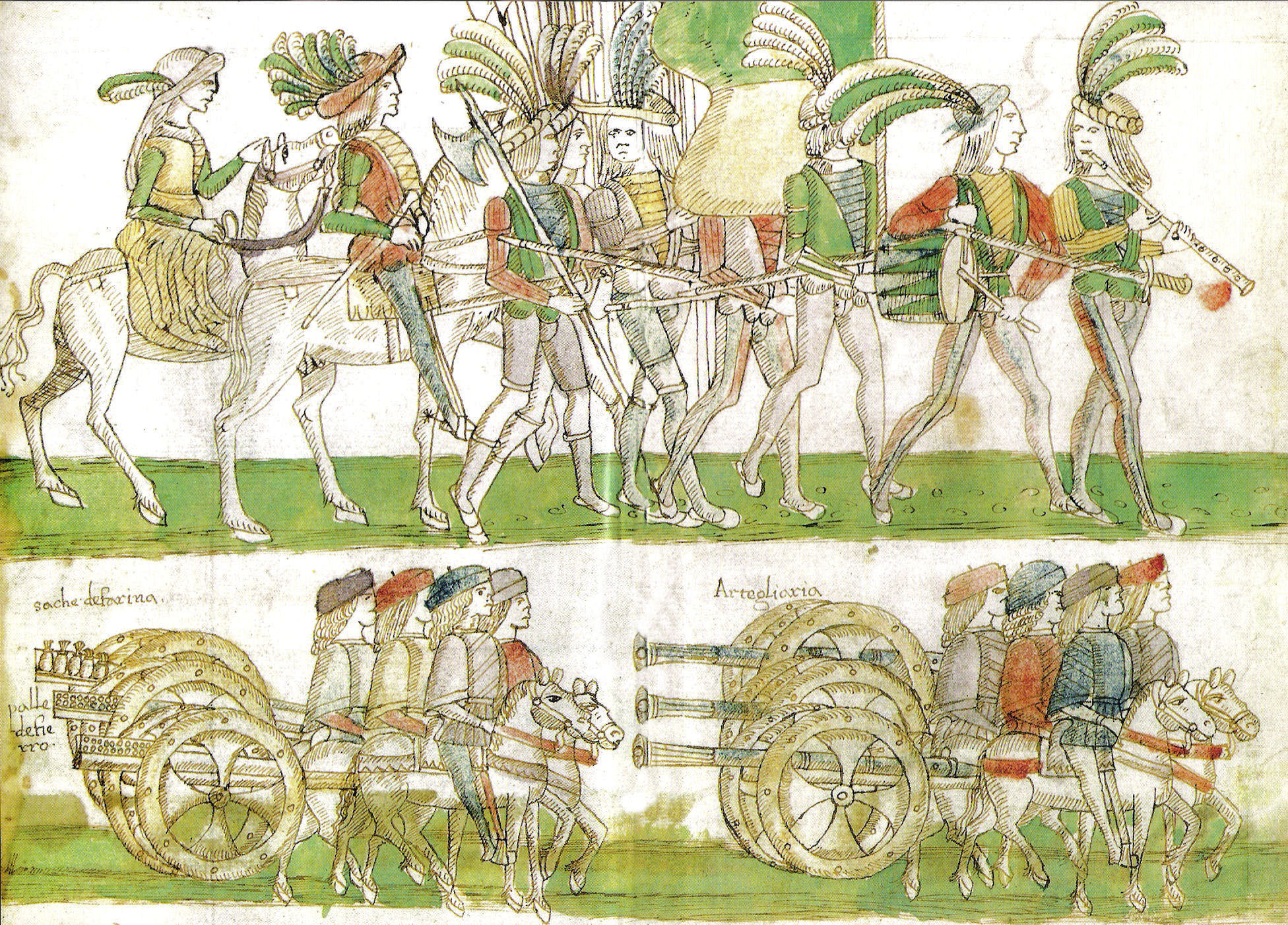
De pompeuze intrede van de Franse koning Karel VIII in Napels tijdens de Italiaanse Oorlog